# Pusignan
Pusignan este o comună în departamentul Rhône din sud-estul Franței. În 2009 avea o populație de 3.505 de locuitori.

## Evoluția populației
| An        | 1975  | 1982  | 1990  | 1999  | 2006  | 2009  |
| --------- | ----- | ----- | ----- | ----- | ----- | ----- |
| Populație | 1.800 | 1.876 | 2.720 | 3.098 | 3.436 | 3.505 |